# République irlandaise (1919)
Cet article concerne l'État proclamé en 1919. Pour l'État actuel, voir Irlande (pays). Pour la République irlandaise déclarée en 1916, voir Insurrection de Pâques 1916. Pour les autres significations, voir République irlandaise.
21 janvier 1919 – 6 décembre 1922
(3 ans, 10 mois et 15 jours)
Entités précédentes :
- Royaume-Uni de Grande-Bretagne et d'Irlande
- Irlande du Sud

Entités suivantes :
- État libre d'Irlande

La République irlandaise (en irlandais : Poblacht na hÉireann ou Saorstát Éireann ; en anglais : Irish Republic) est un ancien État ayant partiellement contrôlé l'Irlande entre 1919 et 1922.

## Histoire
Le Dáil Éireann, parlement irlandais auto-proclamé, déclare l'indépendance de l'île vis-à-vis du Royaume-Uni de Grande-Bretagne et d'Irlande en 1919. L'existence de cet éphémère État coïncide avec la guerre d'indépendance irlandaise de 1919 à 1921 entre l'Armée républicaine irlandaise et les forces armées britanniques.
La Loi sur le gouvernement de l'Irlande de 1920 organise la partition de l'Irlande en créant deux régions autonomes au sein du Royaume-Uni :
- l'Irlande du Sud comptant 26 comtés à majorité catholique ;
- l'Irlande du Nord qui ne comporte que 6 comtés à majorité protestante.

La République irlandaise cesse formellement d'exister le 6 décembre 1922 avec l'entrée en vigueur du traité anglo-irlandais qui met fin à la guerre, et crée l'État libre d'Irlande, qui recouvre 26 des 32 comtés irlandais, tandis que les six comtés d'Irlande du Nord choisissent de demeurer au sein du Royaume-Uni. L'opposition entre les partisans et les détracteurs du traité anglo-irlandais mène à la guerre civile irlandaise.